# Seututie 944
Pour les articles homonymes, voir Route 944.
La route régionale 944 (finnois : Seututie 944) est une route régionale allant de Autti à Rovaniemi jusqu'à Kemijärvi en Finlande,,.

## Présentation
La seututie 944 est une route régionale de Laponie.

## Parcours
- Rovaniemi
  - Autti
- Kemijärvi
  - Luusua
  - Kemijärvi